# 藤井齋
藤井齋（ふじい ひとし，1904年8月3日—1932年2月5日），大日本帝國海軍军人，畢業於海軍兵學校。藤井齋最終在一二八事件中陣亡。。他的最終軍階是海軍少佐。

## 生平
藤井齋的父親是一位煤矿主，但後來事業不順。藤井齋由他的祖父以及親戚山口半六撫養長大。
藤井齋從佐賀縣立佐賀西高等学畢業後，山口半六建議藤井齋當個外交官。但最終藤井齋成為了一名海軍士官。後來藤井齋前往海軍兵學校就讀。1925年（大正14年）7月，藤井齋從海軍兵学校畢業。
後來藤井齋成為由良号轻巡洋舰的一員。1926年12月晉升海軍少尉。
一二八事件爆發後，當時藤井齋是加贺号航空母舰攻撃隊第二小隊長機操縱員，他所在的飛機在上海上空被擊落，藤井齋當場身亡。